# Tatami iwashi

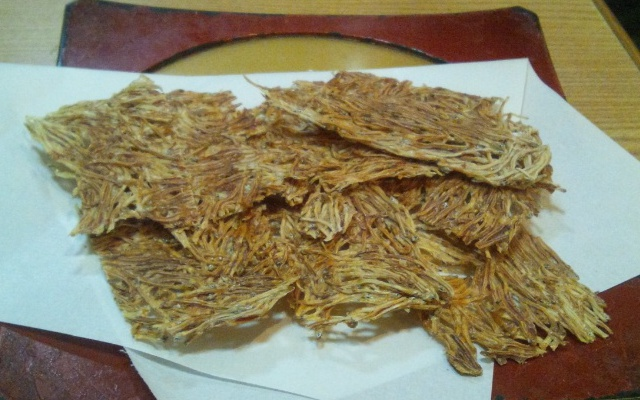
Tatami iwashi

El tatami iwashi (タタミイワシ?) es un producto alimenticio japonés hecho con sardinillas o shirasu (白子 / しらす) entrelazadas y secadas para que formen una sola hoja grande. Esto se hace típicamente secándolas al sol sobre un marco de bambú, en un proceso evocador de la fabricación tradicional de papel japonés.
El tatami iwashi puede cortarse entonces en varios tamaños y usarse de diferentes formas. Es frecuente servirlo como ingrediente en una sopa o en trocitos para usarlo como aperitivo o sakana (acompañamiento del sake o la cerveza).
Este alimento recibe su nombre del parecido con los tatamis comunes en los washitsus (habitaciones tradicionales japonesas).